# Fedje
Fedje ist eine Kommune in der norwegischen Provinz (Fylke) Vestland. Die Kommune besteht aus der Hauptinsel Fedje und über 100 kleineren unbewohnten Inseln und Holmen. Die Kommune Fedje hat 521 Einwohner (Stand: 1. Januar 2025).

## Geografie
Fedje liegt rund 70 Kilometer nördlich von Bergen an der Atlantikküste. Im Süden wird die Gemeinde durch den Fedjeosen von Hernar in der Gemeinde Øygarden getrennt. Im Osten liegt der Fedjefjord und dahinter die Nachbargemeinden Alver im Südosten und Austrheim im Osten. Im Nordosten liegt der Fensfjord und die Nachbargemeinde Gulen.
Höchster Punkt auf Fedje ist der 47 m hohe Fedjebjørnen. Der größte See heißt Storevatnet.
Der nördlichste und südlichste Teil der Gemeinde werden jeweils durch einen Leuchtturm markiert. Auf der Insel Holmengrå im Norden befindet sich der 35 Meter hohe Leuchtturm Holmengrå fyr. Im südlichen Teil von Fedje, der Stormark genannt wird, befindet sich der Leuchtturm Hellisøy fyr, der wahrscheinlich das bekannteste Merkmal von Fedje ist und 1855 erbaut wurde. Der 32,3 Meter hohe Turm ist rot und weiß bemalt.

## Name und Wappen
Der Name Fedje stammt vom altnordisch Feðjar, das in etwa Zaun oder Trennwand bedeutet und vermutlich in diesem Zusammenhang als Inselkette gedeutet werden kann.
Das Kommunenwappen wurde 1990 eingeführt und besteht aus zwei silbernen Rudern auf blauem Grund und erinnert an die Geschichte der Insel als Seefahrer- und Fischergemeinschaft.

## Geschichte

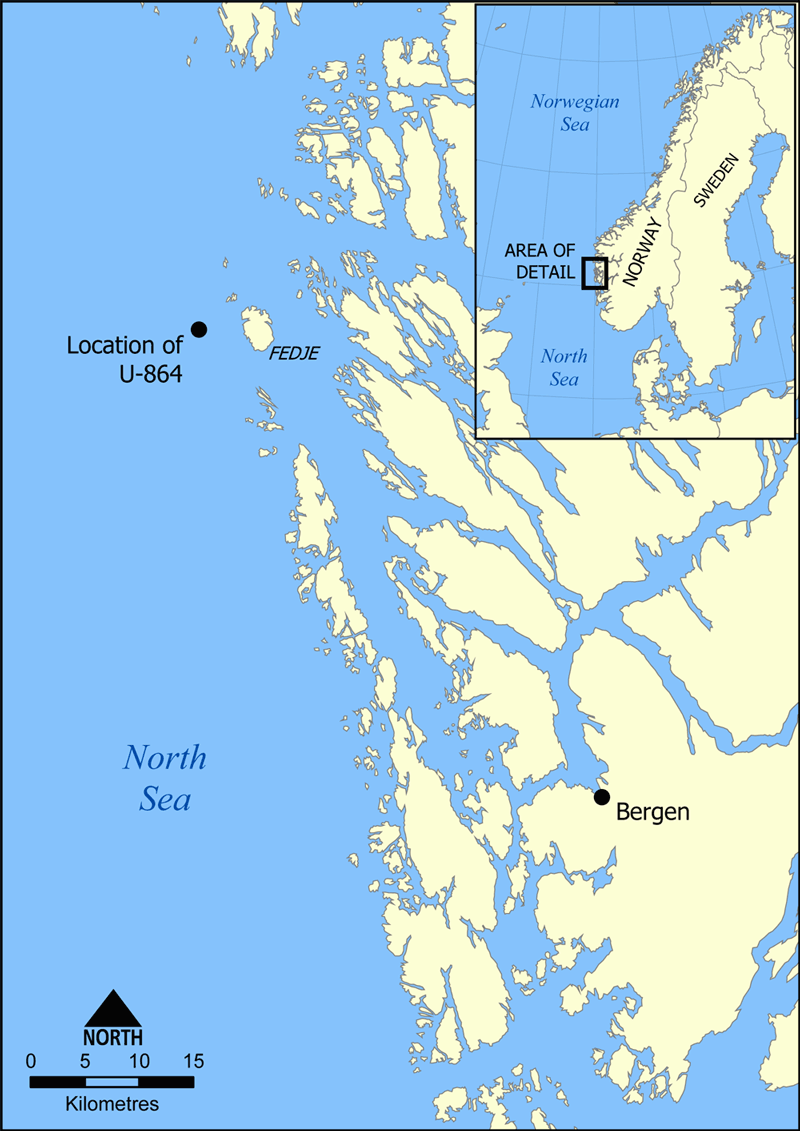
Wrackposition von U 864

Spuren menschlicher Aktivität auf Fedje reichen ca. 4000 Jahre zurück. Um 1700 war Fedje ein wichtiger Handelsplatz, wo auf der kleinen Insel Kremmarholmen die Geschäfte durchgeführt wurden. Kremmarholmen wurde 1991 wiedereröffnet und beherbergt jetzt ein Restaurant, Hotel und Museum.
Während des Zweiten Weltkrieges war Fedje von über 300 Soldaten der Wehrmacht okkupiert. An diesen Abschnitt der Geschichte erinnern Reste von Bunkern und Kanonen überall auf der Insel.
Am 9. Februar 1945 versenkte das britische U-Boot Venturer westlich der Insel das deutsche U-Boot U 864. Das Wrack sank auf 143 m Tiefe. Es wurde im März 2003 geortet. Es sollte ursprünglich wegen des gefährlichen Inhalts (Torpedos und Quecksilber) nicht gehoben werden, sondern durch eine Beton- und Sandhülle versiegelt werden. Im Januar 2009 entschloss sich die norwegische Regierung auf Druck zahlreicher Bürgerproteste und Umweltorganisationen, das Wrack im Jahr 2010 durch die niederländische Firma Mammoet Salvage heben zu lassen. Die Arbeiten waren jedoch im September 2011 noch nicht begonnen worden.

## Wirtschaft und Verkehr
Historisch ist die Fischerei der Hauptwirtschaftszweig. Früher spielte auch der Torfabbau eine Rolle, dieser wurde jedoch um 1920 eingestellt.
Die Kommune hat keine Brückenanbindung ans Festland, die Anfahrt ist daher abhängig von Fähren und Booten. Die Fährverbindung zum Festland (20 Fahrten pro Tag) dauert ca. eine halbe Stunde.

## Sport
Die Hauptsportart von Fedje ist Fußball, das auf dem Fußballplatz im östlichen Teil der Insel gespielt werden kann. Der Fußballplatz ist auch der heimische Platz der lokalen Fußballmannschaft namens Fedje A-lag. Der Verein spielt derzeit in der norwegischen 6. Liga. Schwimmen ist auch sehr beliebt, da es einen Strand in Fedje gibt, der sich im Zentrum der Insel am Ufer des Husavatnet-Sees befindet. Das Wasser ist sauber und brackig, da es eine kleine Öffnung zum Meer gibt, die die Gezeiten von Zeit zu Zeit mit Meerwasser spült.